# Гнучий, Пантелеймон Афанасьевич
Пантелеймон Афанасьевич Гнучий (1925—1999) — капитан Советской Армии, участник Великой Отечественной войны, Герой Советского Союза (1944).

## Биография
Пантелеймон Гнучий родился 6 августа 1925 года в селе Степовка Монастырищенского района Черкасской области Украинской ССР в крестьянской семье. Окончил начальную школу, затем школу фабрично-заводского ученичества по специальности столяра. В начале Великой Отечественной войны оказался в оккупации. В августе 1943 года Гнучий был арестован гестапо за связь с партизанами, подвергался пыткам. В сентябре 1943 года он был освобождён частями Красной Армии и вступил в её ряды. С января 1944 года — на фронтах Великой Отечественной войны, был стрелком 105-го гвардейского стрелкового полка 34-й гвардейской стрелковой дивизии 46-й армии 3-го Украинского фронта. Участвовал в освобождении Днепропетровской, Кировоградской, Николаевской, Херсонской, Одесской областей.
Приказом №: 9/н от: 21.04.1944 года по 105-му гв. сп 34-й гв. сд стрелок 6-й роты гвардии рядовой П. Гнучий награждён медалью «За отвагу» за уничтожение пулеметной точки и трех солдат противника.
Отличился во время форсирования Днестра.
17 апреля 1944 года Гнучий в составе группы бойцов из 10 человек захватил плацдарм на правом берегу Днестра в районе села Раскаецы Суворовского района Молдавской ССР. Бой с контратакующими подразделениями противника длился в течение 36 часов. Группе удалось закрепиться на высоте и отбить 17 контратак, дважды даже самой перейдя в контратаки. В боях враг понёс большие потери в живой силе. Несмотря на численный перевес противника, группе удалось удержать боевые позиции до подхода подкреплений. В бою Гнучий, скрытно подобравшись к огневой точке противника, гранатами уничтожил пулемётный расчёт, захватил 4 винтовки и 6 ящиков боеприпасов. Держа оборону, Гнучий лично рассеял около роты пехоты противника. Во время девятой немецкой контратаки Гнучий был ранен в спину и правую руку, но поля боя он не покинул, продолжая вести огонь левой рукой, пока не потерял сознание.
Указом Президиума Верховного Совета СССР от 13 сентября 1944 года за «образцовое выполнение боевых заданий командования и проявленные при этом мужество и героизм» гвардии красноармеец Пантелеймон Гнучий был удостоен высокого звания Героя Советского Союза с вручением ордена Ленина и медали «Золотая Звезда» за номером 4861.
Конец войны Гнучий встретил в районе города Грац. В 1946 году в звании капитана он был уволен в запас. В 1959 году Гнучий окончил Тбилисский институт инженеров железнодорожного транспорта. Проживал в городе Светловодске Кировоградской области, работал начальником железнодорожной станции. Скончался 31 октября 1999 года.
Был также награждён орденом Отечественной войны 1-й степени и рядом медалей.

## Память
Имя Гнучего П.А. высечено на обелиске, установленном у села Раскэець в честь подвига 11 гвардейцев (Мемориал "Высота Ломакина") . Именем Героя была названа пионерская дружина средней школы с. Раскаецы.